# 唐斯鎮區 (伊利諾伊州麥克萊恩縣)
唐斯鎮區（英語：Downs Township）是位於美國伊利諾伊州麥克萊恩縣的一個行政鎮區。

## 地方資料
根據2010年美國人口普查的數據，唐斯鎮區的面積為128.20平方千米，當中陸地面積為128.10平方千米，而水域面積為0.10平方千米。當地共有人口1238人，而人口密度為每平方千米9.66人。